# Esh (lletra)
Esh (majúscula: Ʃ, minúscula: ʃ) és una lletra usada com a extensió de l'alfabet llatí. La seva forma minúscula ʃ és similar a l'essa llarga ſ o un signe d'integral ∫; l'any 1928 l'alfabet internacional africà va prendre la sigma grega per a la forma majúscula Ʃ, però més recentment l'alfabet africà de referència ha deixat de fer-la servir, utilitzant només l'esh minúscula. La forma minúscula va ser introduïda per Isaac Pitman al seu Alfabet Fonètic de 1847 per representar la fricativa postalveolar sorda (x o ix catalanes, sh anglesa, etc.). És avui utilitzat en l'Alfabet Fonètic Internacional, així com en els alfabets d'algunes llengües africanes.